# Liste des monuments historiques d'Overijse
Cette page regroupe l'ensemble des monuments classés de la commune belge d'Overijse.
| Objet | Statut du classement? | Année de construction/architecte | Section communale | Adresse                                                | Coordonnées                      | Numéro d'inventaire | Illustration |
| --- | --------------------- | -------------------------------- | ----------------- | ------------------------------------------------------ | -------------------------------- | ------------------- | --- |
| Sanatorium Joseph Lemaire                                                                                       | Oui                   |                                  | Overijse          | Chaussée de Wavre (Waversesteenweg)                    | 50° 45′ 06″ nord, 4° 34′ 32″ est | 200029              | Sanatorium Joseph Lemaire                                                                                       |
| L'église paroissiale Saint-Martin (Parochiekerk Sint-Martinus)                                                  | Oui                   |                                  | Overijse          | Place Juste Lipse (Justus Lipsiusplein)                | 50° 46′ 21″ nord, 4° 32′ 17″ est | 40429               | L'église paroissiale Saint-Martin (Parochiekerk Sint-Martinus)                                                  |
| Béguinage | Oui                   |                                  | Overijse          | Béguinage (Begijnhof)                                  | 50° 46′ 12″ nord, 4° 32′ 09″ est | 40430               | Béguinage |
| Château Isque (Kasteel Isque)                                                                                   | Oui                   |                                  | Overijse          | Chaussée de Wavre, 41 (Waversesteenweg 41)             | 50° 46′ 23″ nord, 4° 32′ 29″ est | 40431               | Château Isque (Kasteel Isque)                                                                                   |
| Hal, désormais une maison communale                                                                             | Oui                   |                                  | Overijse          | 9, place Juste Lipse (Justus Lipsiusplein 9)           | 50° 46′ 24″ nord, 4° 32′ 15″ est | 40432               | Hal, désormais une maison communale                                                                             |
| Brasserie du Béguinage                                                                                          | Oui                   |                                  | Overijse          | J. Bt. Dekeyserstraat 24                               | 50° 46′ 14″ nord, 4° 32′ 12″ est | 40433               | Brasserie du Béguinage                                                                                          |
| Le Moulin du Feu (De Vuurmolen)                                                                                 | Oui                   |                                  | Overijse          | Béguinage, 17 (Begijnhof 17)                           | 50° 46′ 12″ nord, 4° 32′ 06″ est | 40434               | Le Moulin du Feu (De Vuurmolen)                                                                                 |
| La Cour à Diocèse (Hof te Bisdom), une ferme en carré                                                           | Non                   |                                  | Overijse          | Rue de la Grotte, 48 (Grotstraat 48)                   | 50° 46′ 25″ nord, 4° 33′ 13″ est | 40435               | La Cour à Diocèse (Hof te Bisdom), une ferme en carré                                                           |
| Moulin à eau avec un pont et une longue grange                                                                  |                       |                                  | Overijse          | Place de la Gare, 7B (Stationsplein 7B)                | 50° 46′ 15″ nord, 4° 31′ 52″ est | 40438               | Moulin à eau avec un pont et une longue grange                                                                  |
| Ferme |                       |                                  | Overijse          | Montagne des Étalons, 81 (Hengstenberg 81)             | 50° 46′ 41″ nord, 4° 30′ 10″ est | 40441               | Ferme |
| Bibliothèque publique                                                                                           |                       |                                  | Overijse          | Rue de la Colline, 46 (Heuvelstraat 46)                | 50° 46′ 21″ nord, 4° 32′ 03″ est | 40442               | Bibliothèque publique                                                                                           |
| La Cour Terrest (Hof Terrest, gesloten hoeve)                                                                   |                       |                                  | Overijse          | Rue de la Ferme, 11 (Hoevestraat 11)                   | 50° 46′ 56″ nord, 4° 30′ 20″ est | 40443               | La Cour Terrest (Hof Terrest, gesloten hoeve)                                                                   |
| Brasserie Lootvoet ((nl) Brouwerij Lootvoet)                                                                    | Oui                   |                                  |                   | Chaussée de Wavre, 62 (Waversesteenweg 62)             | 50° 46′ 20″ nord, 4° 32′ 25″ est | 40444               | Brasserie Lootvoet ((nl) Brouwerij Lootvoet)                                                                    |
| L'auberge In de Bonte Os (Afspanning In de Bonte Os), aujourd'hui commissariat de police et caserne de pompiers | Oui                   |                                  | Overijse          | Chaussée de Wavre, 2 (Waversesteenweg 2)               | 50° 46′ 21″ nord, 4° 32′ 14″ est | 40445               | L'auberge In de Bonte Os (Afspanning In de Bonte Os), aujourd'hui commissariat de police et caserne de pompiers |
| Maison de ville                                                                                                 | Oui                   |                                  | Overijse          | Place Juste Lipse, 3 (Just. Lipsiusplein 3)            | 50° 46′ 22″ nord, 4° 32′ 13″ est | 40446               | Maison de ville                                                                                                 |
| Porte d'entrée ronde en arc                                                                                     | Oui                   |                                  | Overijse          | Rue P.I. Taymans, 1A (P.I. Taymansstraat 1A)           | 50° 46′ 24″ nord, 4° 32′ 13″ est | 40448               | Porte d'entrée ronde en arc                                                                                     |
| Maisons à deux étages                                                                                           | Oui                   |                                  | Overijse          | Place Juste Lipse, 10                                  | 50° 46′ 25″ nord, 4° 32′ 18″ est | 40449               | Maisons à deux étages                                                                                           |
| Maisons à deux étages                                                                                           | Oui                   |                                  | Overijse          | Place Juste Lipse, 11 (Justus Lipsiusplein 11)         | 50° 46′ 25″ nord, 4° 32′ 18″ est | 40449               | Maisons à deux étages                                                                                           |
| Double maison (Dubbelhuis)                                                                                      | Oui                   |                                  | Overijse          | Place Juste Lipse, 12 (Justus Lipsiusplein 12)         | 50° 46′ 24″ nord, 4° 32′ 18″ est | 40450               | Double maison (Dubbelhuis)                                                                                      |
| Maison « profonde » (Diephuis)                                                                                  | Oui                   |                                  | Overijse          | Place Juste Lipse, 14 (Just. Lipsiusplein 14)          | 50° 46′ 23″ nord, 4° 32′ 18″ est | 40451               | Maison « profonde » (Diephuis)                                                                                  |
| Maison de ville                                                                                                 | Oui                   |                                  | Overijse          | Place Juste Lipse, 15 (Justus Lipsiusplein 15)         | 50° 46′ 23″ nord, 4° 32′ 18″ est | 40452               | Maison de ville                                                                                                 |
| Maison de ville                                                                                                 | Oui                   |                                  | Overijse          | 16, place Juste Lipse (Justus Lipsiusplein 16)         | 50° 46′ 23″ nord, 4° 32′ 19″ est | 40453               | Maison de ville                                                                                                 |
| Maison de ville                                                                                                 | Oui                   |                                  | Overijse          | Place Juste Lipse, 18 (Justus Lipsiusplein 18)         | 50° 46′ 23″ nord, 4° 32′ 19″ est | 40454               | Maison de ville                                                                                                 |
| Maison d'habitation                                                                                             | Oui                   |                                  | Overijse          | Place Juste Lipse 19 (Justus Lipsiusplein 19)          | 50° 46′ 22″ nord, 4° 32′ 19″ est | 40455               | Maison d'habitation                                                                                             |
| Des immeubles                                                                                                   | Non                   |                                  | Overijse          | Rue Alfons Moerenhout, 44 (Alfons Moerenhoutstraat 44) | 50° 46′ 00″ nord, 4° 31′ 40″ est | 40456               | Des immeubles                                                                                                   |
| Des immeubles                                                                                                   | Non                   |                                  | Overijse          | Rue Alfons Moerenhout, 46 (Alfons Moerenhoutstraat 46) | 50° 46′ 00″ nord, 4° 31′ 40″ est | 40456               | Des immeubles                                                                                                   |
| Des immeubles                                                                                                   | Non                   |                                  | Overijse          | Rue Alfons Moerenhout, 48 (Alfons Moerenhoutstraat 48) | 50° 46′ 00″ nord, 4° 31′ 40″ est | 40456               | Des immeubles                                                                                                   |
| Des immeubles                                                                                                   | Non                   |                                  | Overijse          | Rue Alfons Moerenhout, 50 (Alfons Moerenhoutstraat 50) | 50° 46′ 00″ nord, 4° 31′ 40″ est | 40456               | Des immeubles                                                                                                   |
| Presbytère, double maison datant de 1730                                                                        | Oui                   |                                  | Overijse          | Rue du Presbytère, 1 (Pastoriestraat 1)                | 50° 46′ 20″ nord, 4° 32′ 09″ est | 40457               | Presbytère, double maison datant de 1730                                                                        |
| Maison paysanne                                                                                                 |                       |                                  | Overijse          | Chaussée de Bruxelles, 90 (Brusselsesteenweg 90)       | 50° 46′ 31″ nord, 4° 32′ 00″ est | 40459               | Maison paysanne                                                                                                 |
| (nl) Ten Weyngaert, hoeve                                                                                       |                       |                                  | Overijse          | Chaussée de Bruxelles, 374 (Brusselsesteenweg 374)     | 50° 47′ 05″ nord, 4° 30′ 16″ est | 40460               | (nl) Ten Weyngaert, hoeve                                                                                       |
| Une venelle avec une ancienne brasserie                                                                         | Oui                   |                                  | Overijse          | Chaussée de Wavre, 4A (Waversesteenweg 4A)             | 50° 46′ 19″ nord, 4° 32′ 15″ est | 40461               | Une venelle avec une ancienne brasserie                                                                         |
| Maison à deux étages                                                                                            | Oui                   |                                  | Overijse          | Chaussée de Wavre, 6 (Waversesteenweg 6)               | 50° 46′ 18″ nord, 4° 32′ 16″ est | 40462               | Maison à deux étages                                                                                            |
| Maison à deux étages                                                                                            | Oui                   |                                  | Overijse          | Chaussée de Wavre, 8 (Waversesteenweg 8)               | 50° 46′ 19″ nord, 4° 32′ 17″ est | 40463               | Maison à deux étages                                                                                            |
| Maison en rangée (rijhuis)                                                                                      | Oui                   |                                  | Overijse          | Chaussée de Wavre, 10 (Waversesteenweg 10)             | 50° 46′ 20″ nord, 4° 32′ 17″ est | 40464               | Maison en rangée (rijhuis)                                                                                      |
| Maison à deux étages                                                                                            | Oui                   |                                  | Overijse          | Waversesteenweg 12                                     | 50° 46′ 19″ nord, 4° 32′ 18″ est | 40465               | Maison à deux étages                                                                                            |
| (nl) Gesloten hoeve                                                                                             |                       |                                  | Overijse          | Waversesteenweg 195                                    | 50° 45′ 52″ nord, 4° 33′ 19″ est | 40470               | Téléverser |
| (nl) Gesloten hoeve                                                                                             |                       |                                  | Overijse          | Waversesteenweg 197                                    | 50° 45′ 52″ nord, 4° 33′ 19″ est | 40470               | Téléverser |
| Chapelle routière                                                                                               | Oui                   |                                  | Overijse          | Rue P.I. Taymans — P.I. Taymansstraat                  | 50° 46′ 31″ nord, 4° 32′ 13″ est | 40471               | Chapelle routière                                                                                               |
| Maison Juste Lipse (Justus Lipsushuis)                                                                          | Oui                   |                                  | Overijse          | P.I. Taymansstraat 10                                  | 50° 46′ 26″ nord, 4° 32′ 16″ est | 40472               | Maison Juste Lipse (Justus Lipsushuis)                                                                          |
| (nl) Rijhuizen                                                                                                  | Oui                   |                                  | Overijse          | P.I. Taymansstraat 11                                  | 50° 46′ 24″ nord, 4° 32′ 13″ est | 40473               | (nl) Rijhuizen                                                                                                  |
| Maisons de ville                                                                                                | Oui                   |                                  | Overijse          | P.I. Taymansstraat 13                                  | 50° 46′ 24″ nord, 4° 32′ 13″ est | 40473               | Maisons de ville                                                                                                |
| Maisons de ville                                                                                                | Oui                   |                                  | Overijse          | P.I. Taymansstraat 15                                  | 50° 46′ 24″ nord, 4° 32′ 13″ est | 40473               | Maisons de ville                                                                                                |
| (nl) Rijhuizen                                                                                                  | Oui                   |                                  | Overijse          | P.I. Taymansstraat 17                                  | 50° 46′ 24″ nord, 4° 32′ 13″ est | 40473               | (nl) Rijhuizen                                                                                                  |
| (nl) Woonhuis                                                                                                   | Oui                   |                                  | Overijse          | P.I. Taymansstraat 12                                  | 50° 46′ 27″ nord, 4° 32′ 15″ est | 40474               | (nl) Woonhuis                                                                                                   |
| (nl) Hoevegebouwen, voorheen Pachthof van de Vuurmolen                                                          |                       |                                  | Overijse          | Loensdelleweg 9                                        | 50° 46′ 09″ nord, 4° 32′ 08″ est | 40475               | (nl) Hoevegebouwen, voorheen Pachthof van de Vuurmolen                                                          |
| (nl) Hoevetje                                                                                                   |                       |                                  | Overijse          | Fr. Verbeekstraat 19                                   | 50° 46′ 13″ nord, 4° 31′ 35″ est | 40476               | (nl) Hoevetje                                                                                                   |
| La chapelle Notre-Dame-de-Lourdes (Kapel Onze-Lieve-Vrouw-van-Lourdes)                                          |                       |                                  | Overijse          | Ballingstraat                                          | 50° 47′ 47″ nord, 4° 32′ 51″ est | 40477               | La chapelle Notre-Dame-de-Lourdes (Kapel Onze-Lieve-Vrouw-van-Lourdes)                                          |
| (nl) Boerenhuis                                                                                                 |                       |                                  | Overijse          | Bekestraat 6                                           | 50° 47′ 54″ nord, 4° 32′ 53″ est | 40479               | Téléverser |
| Pèlerinage et église paroissiale Notre-Dame (Bedevaart- en parochiekerk Onze-Lieve-Vrouw)                       | Oui                   |                                  | Overijse          | Chaussée de Bruxelles (Brusselsesteenweg)              | 50° 47′ 36″ nord, 4° 28′ 58″ est | 40481               | Pèlerinage et église paroissiale Notre-Dame (Bedevaart- en parochiekerk Onze-Lieve-Vrouw)                       |
| (nl) Pastorie, ommegang-kapellen, poortgebouw                                                                   | Oui                   |                                  | Overijse          | Chaussée de Bruxelles, 634                             | 50° 47′ 36″ nord, 4° 28′ 59″ est | 40482               | (nl) Pastorie, ommegang-kapellen, poortgebouw                                                                   |
| Auberges |                       |                                  | Overijse          | Chaussée de Bruxelles, 649                             | 50° 47′ 35″ nord, 4° 28′ 55″ est | 40483               | Auberges |
| Auberges |                       |                                  | Overijse          | Brusselsesteenweg 651                                  | 50° 47′ 35″ nord, 4° 28′ 55″ est | 40483               | Auberges |
| (nl) Herbergen                                                                                                  |                       |                                  | Overijse          | Brusselsesteenweg 653                                  | 50° 47′ 35″ nord, 4° 28′ 55″ est | 40483               | (nl) Herbergen                                                                                                  |
| (nl) Herbergen                                                                                                  |                       |                                  | Overijse          | Brusselsesteenweg 655                                  | 50° 47′ 35″ nord, 4° 28′ 55″ est | 40483               | (nl) Herbergen                                                                                                  |
| (nl) Hof ter Holst, gesloten hoeve                                                                              |                       |                                  | Overijse          | Hof Terholst 47                                        | 50° 44′ 20″ nord, 4° 31′ 01″ est | 40484               | Téléverser |
| (nl) L-Vormige hoeve                                                                                            |                       |                                  | Overijse          | Jos. Kumpsstraat 92                                    | 50° 45′ 32″ nord, 4° 30′ 06″ est | 40485               | Téléverser |
| (nl) Semi-gesloten hoevetje                                                                                     |                       |                                  | Overijse          | Chaussée de Hoeilaart, 274 (Hoeilaartsesteenweg 274)   | 50° 45′ 15″ nord, 4° 30′ 12″ est | 40486               | Téléverser |
| (nl) Semi-gesloten hoevetje                                                                                     |                       |                                  | Overijse          | Chaussée de Hoeilaart, 276 (Hoeilaartsesteenweg 276)   | 50° 45′ 15″ nord, 4° 30′ 12″ est | 40486               | Téléverser |
| (nl) Boerenhuis                                                                                                 |                       |                                  | Overijse          | Chaussée de Hoeilaart, 282 (Hoeilaartsesteenweg 282)   | 50° 45′ 14″ nord, 4° 30′ 08″ est | 40487               | Téléverser |
| (nl) Bakenboshof, hoevegebouwen                                                                                 |                       |                                  | Overijse          | Chaussée de Hoeilaart, 322 (Hoeilaartsesteenweg 322)   | 50° 45′ 17″ nord, 4° 29′ 59″ est | 40488               | Téléverser |
| (nl) Boerenhuis                                                                                                 |                       |                                  | Overijse          | Chaussée de Rosières, 13 (Rozierensesteenweg 13)       | 50° 44′ 54″ nord, 4° 31′ 13″ est | 40489               | Téléverser |
| (nl) Boerenhuis                                                                                                 |                       |                                  | Overijse          | Chaussée de Rosières, 15 (Rozierensesteenweg 15)       | 50° 44′ 54″ nord, 4° 31′ 13″ est | 40489               | Téléverser |
| Maison de fermiers                                                                                              |                       |                                  | Overijse          | Chaussée de Rosières, 17 (Rozierensesteenweg 17)       | 50° 44′ 54″ nord, 4° 31′ 13″ est | 40489               | Téléverser |
| (nl) Semi-gesloten hoeve                                                                                        |                       |                                  | Overijse          | Rozierensesteenweg 32                                  | 50° 44′ 51″ nord, 4° 31′ 14″ est | 40490               | Téléverser |
| (nl) Meerdere woningen, hoeve                                                                                   |                       |                                  | Overijse          | Rozierensesteenweg 100                                 | 50° 44′ 42″ nord, 4° 31′ 26″ est | 40491               | Téléverser |
| (nl) Meerdere woningen, hoeve                                                                                   |                       |                                  | Overijse          | Rozierensesteenweg 104                                 | 50° 44′ 42″ nord, 4° 31′ 26″ est | 40491               | Téléverser |
| (nl) Meerdere woningen, hoeve                                                                                   |                       |                                  | Overijse          | Rozierensesteenweg 98                                  | 50° 44′ 42″ nord, 4° 31′ 26″ est | 40491               | Téléverser |
| (nl) Boerenburgerhuis                                                                                           |                       |                                  | Overijse          | Rozierensesteenweg 124                                 | 50° 44′ 37″ nord, 4° 31′ 33″ est | 40492               | Téléverser |
| (nl) Gesloten hoeve                                                                                             |                       |                                  | Overijse          | Chaussée de Rosières, 135 (Rozierensesteenweg 135)     | 50° 44′ 35″ nord, 4° 31′ 37″ est | 40493               | Téléverser |
| (nl) Hoeve, verdeeld in meerdere panden                                                                         |                       |                                  | Overijse          | Chaussée de La Hulpe, 386 (Terhulpensesteenweg 386)    | 50° 45′ 06″ nord, 4° 31′ 24″ est | 40494               | Téléverser |
| (nl) Hoeve, verdeeld in meerdere panden                                                                         |                       |                                  | Overijse          | Terhulpensesteenweg 390                                | 50° 45′ 06″ nord, 4° 31′ 24″ est | 40494               | Téléverser |
| (nl) Hoeve, verdeeld in meerdere panden                                                                         |                       |                                  | Overijse          | Terhulpensesteenweg 392                                | 50° 45′ 06″ nord, 4° 31′ 24″ est | 40494               | Téléverser |
| (nl) Hoeve, verdeeld in meerdere panden                                                                         |                       |                                  | Overijse          | Terhulpensesteenweg 394                                | 50° 45′ 06″ nord, 4° 31′ 24″ est | 40494               | Téléverser |
| (nl) Hof te Reutenbeek                                                                                          |                       |                                  | Overijse          | Reutenbeek 34                                          | 50° 45′ 18″ nord, 4° 32′ 23″ est | 40495               | Téléverser |
| (nl) Boerenhuis                                                                                                 |                       |                                  | Overijse          | Reutenbeek 45                                          | 50° 45′ 12″ nord, 4° 32′ 27″ est | 40496               | Téléverser |
| (nl) Boerenhuis                                                                                                 |                       |                                  | Overijse          | Reutenbeek 47                                          | 50° 45′ 12″ nord, 4° 32′ 27″ est | 40496               | Téléverser |
| (nl) Hoevetje                                                                                                   |                       |                                  | Overijse          | Reutenbeek 49                                          | 50° 45′ 10″ nord, 4° 32′ 30″ est | 40497               | Téléverser |
| (nl) Semi-gesloten hoevetje                                                                                     |                       |                                  | Overijse          | Reutenbeek 50                                          | 50° 45′ 11″ nord, 4° 32′ 25″ est | 40498               | Téléverser |
| (nl) Pastorie, dubbelhuis                                                                                       |                       |                                  | Overijse          | Kapelleweg 11                                          | 50° 46′ 16″ nord, 4° 36′ 06″ est | 40499               | Téléverser |
| (nl) Boerenhuis                                                                                                 | Oui                   |                                  | Overijse          | Bollestraat 87                                         | 50° 46′ 14″ nord, 4° 35′ 48″ est | 40500               | Téléverser |
| Maison d'habitation                                                                                             |                       |                                  | Overijse          | Arth. Michielsplein 1                                  | 50° 46′ 09″ nord, 4° 36′ 08″ est | 40501               | Maison d'habitation                                                                                             |
| Maison |                       |                                  | Overijse          | Arth. Michielsplein 2                                  | 50° 46′ 10″ nord, 4° 36′ 11″ est | 40502               | Maison |
| (nl) Dwarsschuur                                                                                                |                       |                                  | Overijse          | Arth. Michielsplein 14                                 | 50° 46′ 08″ nord, 4° 36′ 12″ est | 40503               | (nl) Dwarsschuur                                                                                                |
| (nl) Boerenhuis                                                                                                 |                       |                                  | Overijse          | 5, rue du Moulin (Molenstraat 5)                       | 50° 46′ 09″ nord, 4° 36′ 16″ est | 40504               | (nl) Boerenhuis                                                                                                 |
| Moulin à eau |                       |                                  | Overijse          | Rue du Moulin, 8 (Molenstraat 8)                       | 50° 46′ 06″ nord, 4° 36′ 15″ est | 40505               | Moulin à eau |
| (nl) Boerenhuis met aanhorigheden                                                                               |                       |                                  | Overijse          | 80, rue Mommaerts (Mommaertsstraat 80)                 | 50° 45′ 47″ nord, 4° 34′ 13″ est | 40507               | Téléverser |
| (nl) Boerenhuisje                                                                                               |                       |                                  | Overijse          | Moskesstraat 11                                        | 50° 46′ 06″ nord, 4° 36′ 04″ est | 40508               | Téléverser |
| (nl) Kasteel ter Dect                                                                                           |                       |                                  | Overijse          | Chaussée de Wavre, 244 (Waversesteenweg 244)           | 50° 45′ 30″ nord, 4° 33′ 29″ est | 40509               | Téléverser |
| (nl) Kasteel ter Dect                                                                                           |                       |                                  | Overijse          | Waversesteenweg 246                                    | 50° 45′ 30″ nord, 4° 33′ 29″ est | 40509               | Téléverser |
| (nl) Boerenhuis                                                                                                 |                       |                                  | Overijse          | Rue de la Montagne, 70 (Bergstraat 70)                 | 50° 45′ 13″ nord, 4° 33′ 11″ est | 40511               | Téléverser |
| (nl) Gesloten hoeve                                                                                             |                       |                                  | Overijse          | Bergstraat 71                                          | 50° 45′ 08″ nord, 4° 33′ 09″ est | 40512               | Téléverser |
| (nl) Gesloten hoeve                                                                                             |                       |                                  | Overijse          | Kerkstraat 15                                          | 50° 45′ 16″ nord, 4° 34′ 04″ est | 40513               | Téléverser |
| (nl) Leembouw                                                                                                   |                       |                                  | Overijse          | Leemveldstraat 27                                      | 50° 45′ 16″ nord, 4° 33′ 34″ est | 40515               | Téléverser |
| (nl) Boerenhuis                                                                                                 |                       |                                  | Overijse          | Leemveldstraat 48                                      | 50° 45′ 06″ nord, 4° 33′ 33″ est | 40517               | Téléverser |
| La Maison Alsteens (Woning Alsteens)                                                                            | Oui                   |                                  | Overijse          | Avenue Dobra, 28 (Dobralaan 28)                        | 50° 44′ 13″ nord, 4° 30′ 39″ est | 57895               | Téléverser |
| Maison conçue par Renaat Braem                                                                                  | Non                   |                                  | Overijse          | Rue du Château, 76 (Kasteelstraat 76)                  | 50° 47′ 28″ nord, 4° 30′ 30″ est | 61103               | Maison conçue par Renaat Braem                                                                                  |